# Сент Лио (Флорида)
Сент Лио (енгл. St. Leo) град је у америчкој савезној држави Флорида. По попису становништва из 2010. у њему је живело 1.340 становника.

## Демографија
Према попису становништва из 2010. у граду је живело 1.340 становника, што је 745 (125,2%) становника више него 2000. године.
| Група             | 2000.       | 2010.       |
| Белци             | 467 (78,5%) | 919 (68,6%) |
| Афроамериканци    | 51 (8,6%)   | 196 (14,6%) |
| Азијати           | 11 (1,8%)   | 24 (1,8%)   |
| Хиспаноамериканци | 53 (8,9%)   | 164 (12,2%) |
| Укупно            | 595         | 1.340       |